# Марианна на юге (картина)
«Марианна на юге» (англ. Mariana in the South), также «Марианна перед зеркалом» — картина британского художника-прерафаэлита Джона Уильяма Уотерхауса, написанная в 1897 году. Находится в коллекции дома-музея английского художника Фредерика Лейтона.

## Сюжет
Уотерхаусу присущи такие изображения стройных, бледных женских фигур в сценах, вдохновлённых британской литературой и поэзией. Это основная картина Уотерхауса, на которой изображены сцены из поэм Альфреда Теннисона «Марианна» (1830) и «Марианна на юге» (1832), основанных на одноимённом персонаже, невесте Анджело, из пьесы Шекспира «Мера за меру» (1603—1604). Марианна молится о возвращении утраченной любви диктатора Анджело, который жестоко отверг её из-за потери приданого. Картина иллюстрирует строку поэмы: «И в жидком зеркале сияло чистое совершенство её лица» из стихотворения Теннисона «Марианна на юге».
В пьесе Шекспира рассказывается, что Марианна оставалась в башне пять лет после того, как потеряла приданое в море. Несмотря на свои действия, Анджело всё ещё очень любил её, и затруднительное положение женщины стало символом невыполненного желания. Теннисон взял этот сюжет и расширил его до стихотворения. Увидеть такую красавицу разочарованной и заключённой в узилище было для Уотерхауса мощной вдохновляющей темой, которая также была тесно связана с его ранней работой «Леди из Шалот».

## Описание
На картине изображена красивая девушка в струящемся платье, спокойно наблюдающая за собой в большое овальное зеркало. Она стоит на коленях на клетчатом кафельном полу, который продолжается через всю сцену. Зеркало расположено внутри красивой резной деревянной подставки, которую художник несколько раз менял во время работы над картиной. На заднем плане видна приоткрытая дверь. На переднем плане на полу лежат раскрытые письма и конверты — может быть, переписка между ней и её далёким любовником? Это символическое дополнение, несомненно, можно объяснить строками стихотворения, вдохновившего картину. Композиция картины вполне типична для Уотерхауса — от фигуры стройной молодой женщины с бледной кожей до деталей интерьера и вдохновения британской поэзией.

## История
Картина входила в частную коллекцию. В 1954 году согласно завещанию Сесиль Френч (1879—1953) полотно было передано лондонскому району Хаммерсмит и Фулем, где оно находится в доме-музее английского художника Фредерика Лейтона.